# Cianita
La cianita o distena es un mineral  del grupo IX (silicatos) según la clasificación de Strunz, cuyo nombre deriva del griego kyanos, que significa ‘azul’. Es un mineral típico de las rocas metamórficas producto del metamorfismo regional de rocas sedimentarias con alto contenido de arcillas. Algunas de las rocas que pueden presentar cianita son los gneiss y los esquistos. También se encuentra en algunas pegmatitas.
La cianita es un miembro de la familia de los silicatos de aluminio, que incluye a minerales polimórficos como la andalucita y la silimanita. Este mineral es muy anisótropo respecto a la dureza. En la escala de Mohs, su dureza varía mucho dependiendo de la dirección en la que se pretenda rayar un cristal, siendo de 5,5 si la raya se hace paralela a [001] y 7 paralela a [100]. Este es un rasgo característico de casi todos los minerales que no pertenecen al sistema cúbico, pero la anisotropía de la cianita puede considerarse un rasgo identificativo.

## Historia
Este mineral fue descrito de forma independiente con dos nombres diferentes:
- La  distena, nombrada por René-Just Haüy[2] del griego  di , 'dos' y destenos, 'fuerza', en relación con la diferencia de las propiedades eléctricas dependiendo de la dirección del cristal.
- La cianita, nombrada por Abraham Gottlob Werner en 1789, del griego  kyanos , 'azul'.

## Usos de la cianita

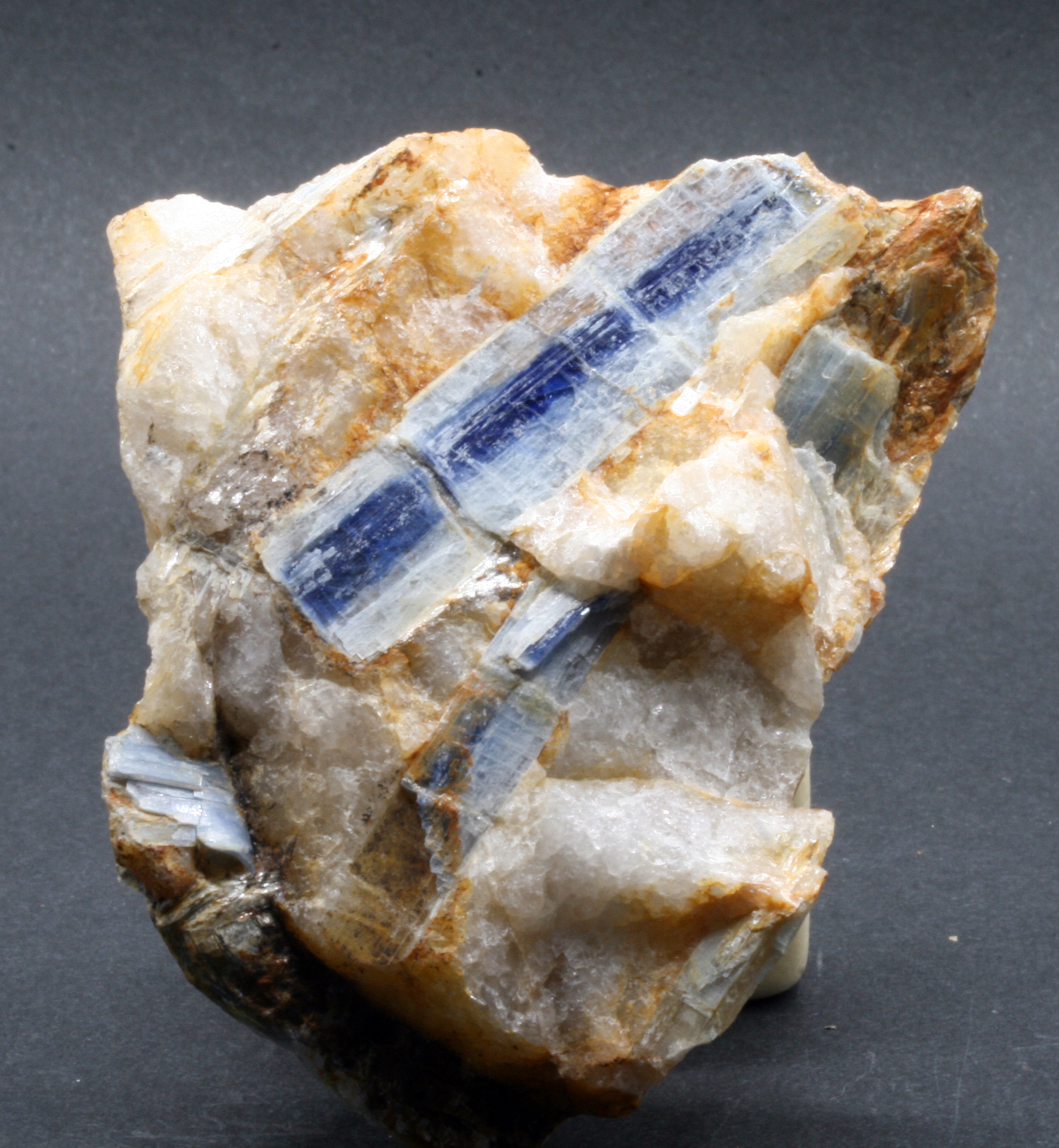
Cianita. Cristal bicolor en cuarzo. Serrada de la Fuente (Madrid), España. Longitud del cristal 5 cm